# Celestino Morales
Celestino Morales (* 13. September 1959 in Aguascalientes) ist ein ehemaliger mexikanischer Fußballspieler  auf der Position des Torwarts.

## Laufbahn
Morales begann seine Profikarriere in der Saison 1977/78 beim in Mexikos zweitgrößter Stadt Guadalajara beheimateten Klub Atlas Guadalajara und wechselte bald zum Stadtrivalen Chivas, wo er zunächst bei dessen Filialteam Tapatío agierte. 
In seiner 18-jährigen Laufbahn hütete Morales das Tor in mehr als 200 Spielen der mexikanischen Primera División für insgesamt sechs Vereine, darunter auch die ebenfalls in Guadalajara beheimateten Tecos UAG. Die längste Zeit seiner Karriere verbrachte er bei Chivas, bei denen er sich jedoch nie zum Stammtorhüter entwickeln konnte. Dennoch erlebte er hier in der Saison 1986/87, selbst nur vier Einsätze absolvierend, seinen größten sportlichen Erfolg mit dem Gewinn der mexikanischen Fußballmeisterschaft.
Seine persönlich erfolgreichste Saison war 1984/85, als er Stammtorhüter beim Puebla FC war und so großartige Leistungen zeigte, dass er in dieser Zeit zu drei Einsätzen in der mexikanischen Nationalmannschaft kam. Sein Debüt bestritt er am 17. Oktober 1984 gegen die USA (2:1) und anschließend hütete er das Tor noch zweimal im Februar 1985 gegen die Schweiz (1:2) und gegen Finnland (2:1).

## Titel
- Mexikanischer Meister: 1987